# District de Xuecheng
Le district de Xuecheng (薛城区 ; pinyin : Xuēchéng Qū) est une subdivision administrative de la province du Shandong en Chine. Il est placé sous la juridiction de la ville-préfecture de Zaozhuang.